# Alfa (cantante)
Alfa, pseudonimo di Andrea De Filippi (Genova, 22 agosto 2000), è un cantautore e rapper italiano.

## Biografia

### Infanzia ed esordi
Andrea De Filippi è nato nel 2000 a Genova, dove è cresciuto, nel quartiere di Quarto dei Mille. All'età di otto anni ha iniziato a suonare la chitarra, l'ukulele e il pianoforte. Durante l'adolescenza ha partecipato a varie gare di freestyle organizzate nella sua città natale.
Ha dichiarato di essere stato timido, sovrappeso e vittima di bullismo prima di trovare riscatto nella musica.
Nel giugno 2019 si è diplomato presso il liceo classico ed è stato ammesso al corso di economia delle arti e dei beni culturali dell'Università Bocconi, a cui ha deciso di rinunciare per poter perseguire la carriera musicale.

### 2017-2019:Before Wanderlust
Il 15 gennaio 2017 ha pubblicato il suo primo mixtape, Mondo Immobile Mixtape, seguito dal secondo, Alfa-Omega, pubblicato il 14 ottobre in collaborazione con diversi artisti emergenti genovesi. L'8 marzo 2018 ha pubblicato il singolo Dove sei?, certificato disco d'oro. Il 26 aprile dello stesso anno ha pubblicato Prima o poi, in collaborazione con ¥EM. Il 9 ottobre ha pubblicato il brano Disegno.
Il 17 gennaio 2019 ha pubblicato il brano Tempo al tempo. Il 7 marzo dello stesso anno è uscita la sua collaborazione nel brano Best seller di Olly. Il 19 marzo 2019 ha pubblicato il singolo Testa tra le nuvole, Pt. 1, certificato disco di platino. Il 24 maggio dello stesso è uscito il brano Cin cin, certificato quadruplo disco di platino. Il 15 giugno ha collaborato insieme a Olly al brano No Money di Plasma 8003. L'11 ottobre ha pubblicato il singolo Wanderlust!, certificato disco d'oro. Il 29 novembre ha pubblicato Il giro del mondo, certificato disco d'oro. Il 13 dicembre 2019 è uscito il suo primo album in studio Before Wanderlust, certificato disco di platino.

### 2020-2022:Nord
Il 22 maggio 2020 ha pubblicato il singolo Testa tra le nuvole, Pt. 2, certificato disco di platino. Il 17 luglio successivo è uscito il brano Sul più bello (Out of My League), colonna sonora dell'omonimo film diretto dalla regista Alice Filippi e uscito nelle sale il 21 ottobre 2020, che ha ricevuto una nomination ai Nastri d'argento 2021 come migliore canzone originale e in seguito certificato disco di platino. Il 12 novembre dello stesso anno ha pubblicato il singolo San Lorenzo in collaborazione con Annalisa, che otterrà successivamente la certificazione di platino per le vendite.
Il 22 aprile 2021 ha pubblicato il singolo Snob in collaborazione con Rosa Chemical. Il 14 maggio dello stesso anno ha pubblicato il suo secondo album in studio Nord. Il 9 luglio 2021 è uscito il singolo estivo Bevo tutta la notte in collaborazione con Drast degli Psicologi e Olly.
Il 22 luglio 2021 è stato reso disponibile il singolo Ti amo ma di Tecla, che ha visto la collaborazione di Alfa. Il 24 settembre seguente ha pubblicato il singolo Ci sarò, certificato disco di platino. Il 26 novembre è stata resa disponibile la sua collaborazione con Fudasca e Tredici Pietro nel singolo Lentiggini. Il 17 dicembre è uscita la sua seconda collaborazione con Tecla nel singolo Faccio un casino.
Il 31 gennaio 2022 ha pubblicato il singolo Serenata (From "Forever Out of My League"), seguito il 4 marzo dal singolo Parigi, certificato disco d'oro. Il 10 giugno è uscito il singolo estivo You Make Me So Happy. Nel settembre ha collaborato con la cantautrice armena Rosa Linn per la versione italiana del singolo Snap e nel dicembre dello stesso anno ha pubblicato la colonna sonora per la serie di RaiPlay Confusi. Dal 28 novembre 2022 al 13 aprile 2023 si è svolto da Milano a Torino il Testa tra le nuvole tour, la sua tournée nei principali club italiani. Il 7 ottobre è stato reso disponibile il singolo Cerco un posto, seguito il 5 novembre dal singolo 5 minuti.

### 2023-presente: Festival di Sanremo 2024 eNon so chi ha creato il mondo ma so che era innamorato
Il 12 maggio 2023 ha pubblicato il singolo Bellissimissima, con cui è salito fino alla quarta posizione della classifica italiana e premiato con cinque dischi di platino. Dal 27 maggio al 19 luglio si è svolto da Casalvieri (FR) a Napoli il Tra le nuvole tour estivo, il suo tour estivo nelle città italiane, che ha registrato il tutto esaurito. Il 29 settembre è uscito il singolo Sofia.
Nel febbraio 2024 ha partecipato per la prima volta in gara al 74º Festival di Sanremo con il brano Vai!, ottenendo il decimo posto nella classifica finale. Durante la serata dei duetti si è esibito unitamente a Roberto Vecchioni nel brano Sogna ragazzo sogna.
Subito dopo il lancio del suo terzo album in studio intitolato Non so chi ha creato il mondo ma so che era innamorato, pubblicato il 16 febbraio 2024, dal 24 febbraio al 16 novembre si è svolta la tournée Non so chi ha creato il mondo ma so che era innamorato tour, che lo ha visto esibirsi nei palasport, aprendo e chiudendo la tournée al Forum D'Assago (MI).
Nel mese di marzo 2024 la rivista Forbes Italia lo ha inserito tra gli under 30 italiani che avranno maggiore impatto nel futuro per la categoria intrattenimento. Dal 18 maggio al 25 agosto si è svolta la tournée estiva nelle città italiane. Il 24 maggio è stato reso disponibile il singolo Vabbè ciao, certificato disco d'oro. Il 18 ottobre è uscito il suo nuovo singolo Il filo rosso, che ha poi raggiunto la vetta della classifica Top Singoli e certificato disco di platino. Il 9 maggio 2025 è uscito il singolo A me mi piace, in collaborazione con il cantautore franco-spagnolo Manu Chao.

## Discografia
- 2019 – Before Wanderlust (con Yanomi)
- 2021 – Nord
- 2024 – Non so chi ha creato il mondo ma so che era innamorato

## Tournée
- 2022-2023 – Tra le nuvole tour
- 2023 – Tra le nuvole tour estivo
- 2024 – Non so chi ha creato il mondo ma so che era innamorato tour
- 2024 – Non so chi ha creato il mondo ma so che era innamorato tour estivo
- 2025 – Alfa tour[N 1]

## Partecipazioni a manifestazioni canore
- Festival di Sanremo (Rai 1)
  - 2024 – 10º posto con Vai!

## Riconoscimenti
- Forbes Italia
  - 2024 – Inserimento tra gli under 30 italiani di maggiore impatto nel futuro nella categoria "Intrattenimento"[61]